# Jean Marie Charles Abadie

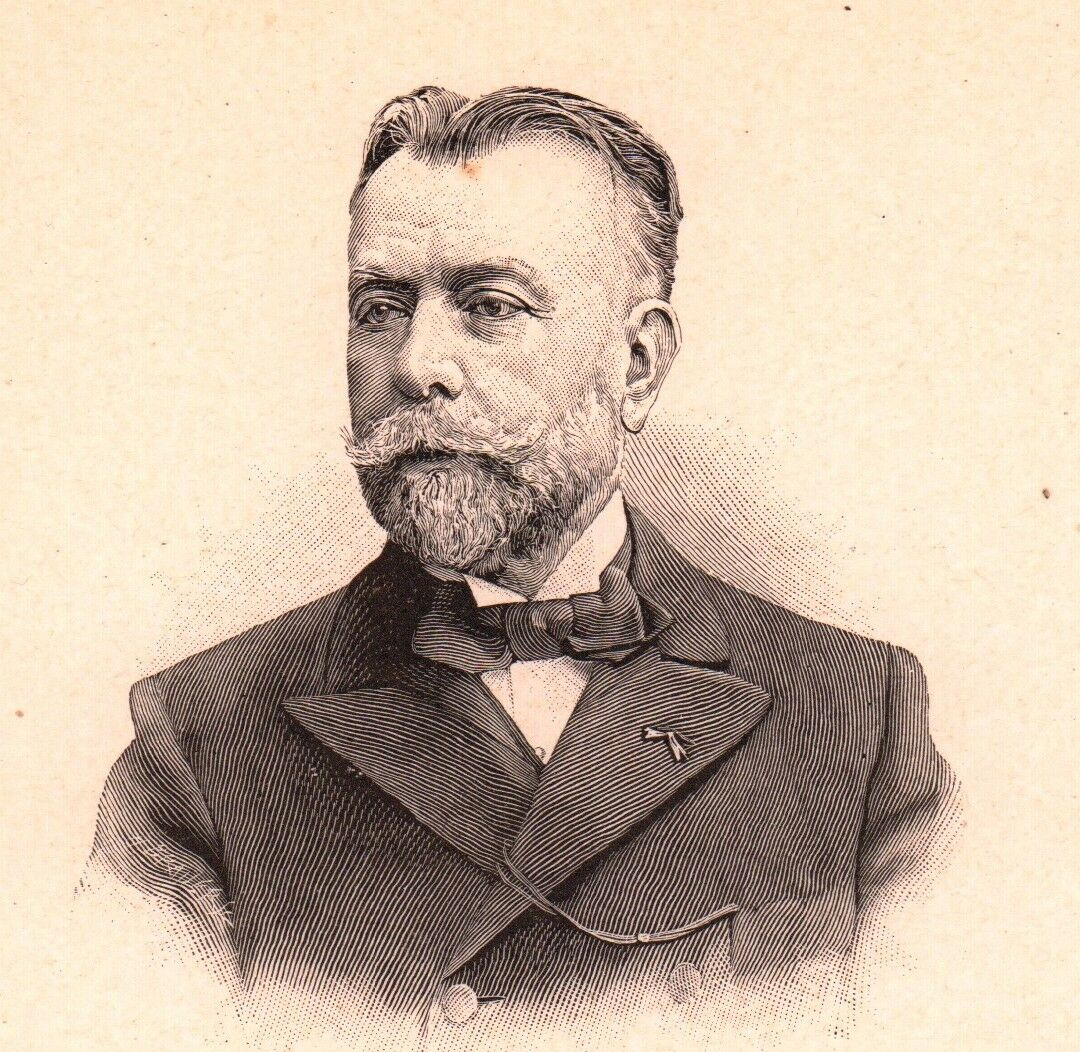
Charles Abadie (um 1904)

Jean Marie Charles Abadie (* 25. März 1842 in Saint-Gaudens im Département Haute-Garonne; † 29. Juni 1932) war ein französischer Ophthalmologe.
Abadie, der 1870 zum Doktor der Medizin promoviert wurde, arbeitete im Hôtel-Dieu de Paris. Er beschäftigte sich mit der Behandlung des Trachoms und des Glaukoms und schaltete als erster das Ganglion Gasseri mittels Alkoholinjektion zur Therapie der Trigeminusneuralgie aus.
Als Abadie-Zeichen wird die Retraktion des Oberlids beim Morbus Basedow bezeichnet. Diese kommt durch die vermehrte Innervation des Musculus levator palpebrae superioris zustande.

## Werke
- Nouveau traitement de l'ophthalmie sympathique. Paris, 1890.